# Biblioteca di Adriano
La biblioteca di Adriano è un edificio monumentale romano ad Atene, situato nei pressi dell'agorà romana della città.

## Storia

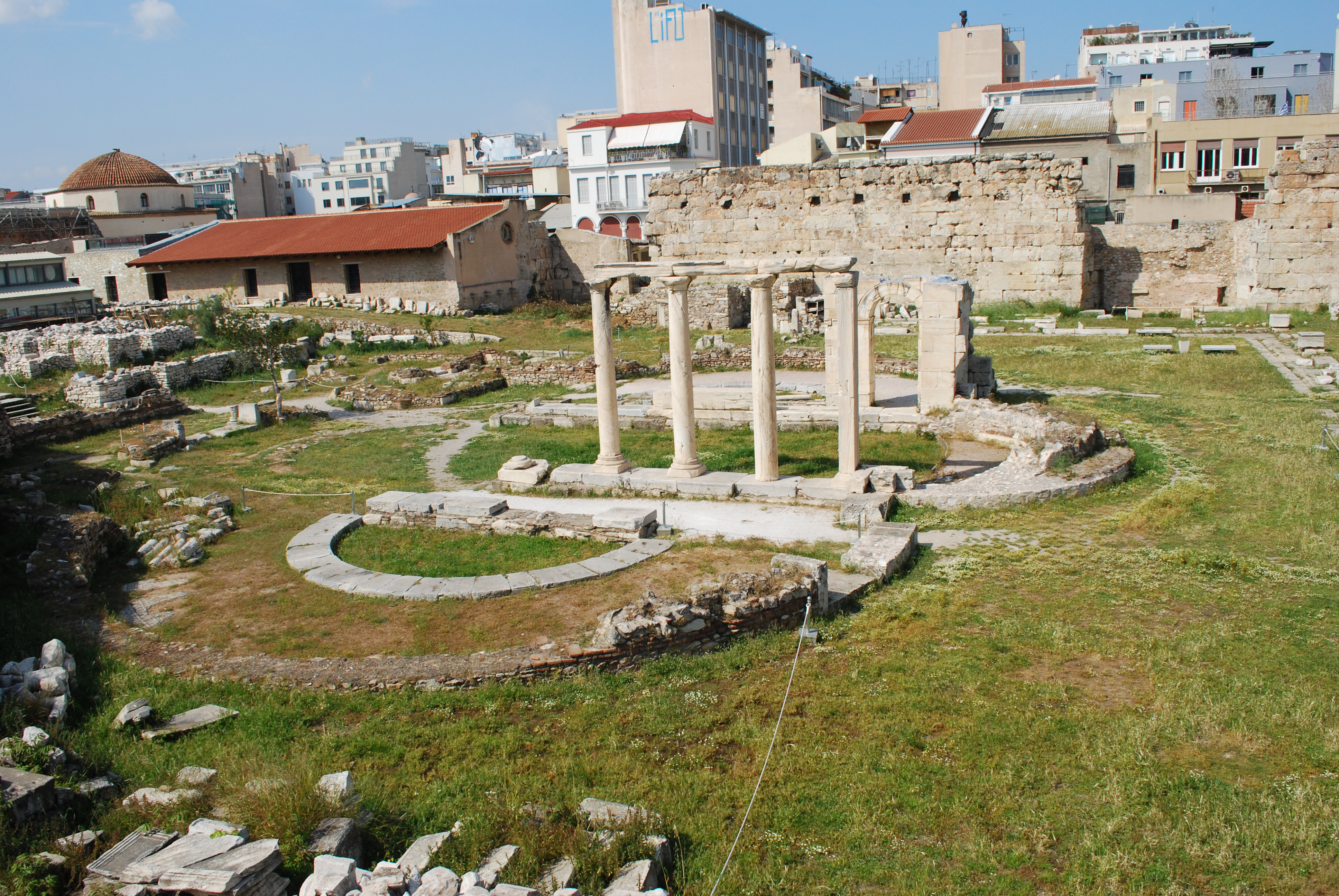
Vista dei resti dell'interno, con resti del bacino centrale e della chiesa cristiana che successivamente vi si installò

La biblioteca di Adriano venne inaugurata nel 132.

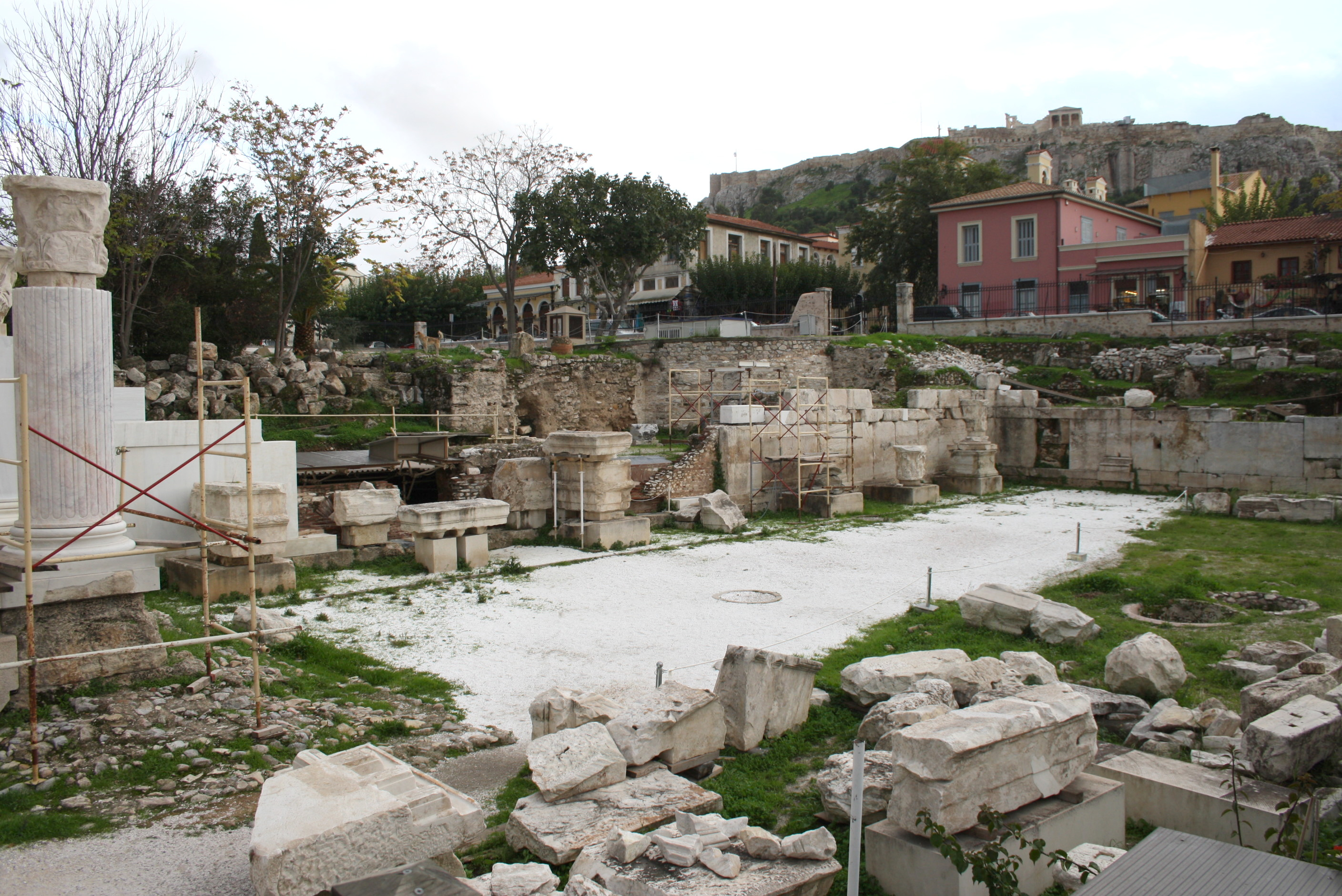
Resti della metà meridionale della facciata occidentale, quasi del tutto crollata

È citata da Pausania, che ne ricorda colonne in marmo frigio (pavonazzetto), tetto dorato e decorazioni di alabastro.
L'edificio venne distrutto in occasione del sacco di Atene ad opera degli Eruli, nel 267. Nel V secolo al centro del cortile fu costruito un edificio cristiano a pianta quadriloba, sul quale furono successivamente edificate due chiese (VII e XI-XII secolo). Durante il periodo ottomano divenne la sede del governatore cittadino e vi si insediarono edifici moderni. Fu possibile identificare i resti dell'edificio antico in seguito all'incendio del bazar nel 1885.

## Descrizione
La biblioteca di Adriano era costituita da un vasto recinto rettangolare (122 m x 82 m), con accesso sul lato corto occidentale. Su questo lato la facciata era decorata da 14 colonne aggettanti con trabeazione sporgente, in origine probabilmente sormontate da statue; al centro era l'accesso monumentale a quattro colonne. 
All'interno era costituita da un vasto quadriportico con un totale di cento colonne, con un bacino d'acqua allungato al centro, che doveva essere circondato da un giardino con statue.
Sul fondo dei portici dei due lati lunghi si aprivano tre esedre per lato, a pianta rettangolare quella al centro e a pianta semicircolare le due laterali: l'apertura di ciascuna esedra aveva due colonne. 
Sul fondo del portico, nel lato opposto all'ingresso si aprivano le sale della biblioteca: quella centrale più ampia, aperta sul portico con quattro colonne, presentava le pareti decorate da colonne e due ordini di nicchie per ospitare i volumina (rotoli di papiro). A questa erano affiancate due sale più piccole, aperte sul portico con due colonne, alle spalle delle quali erano ricavate le scale. Alle estremità erano ambienti con gradinate, utilizzati come auditoria.

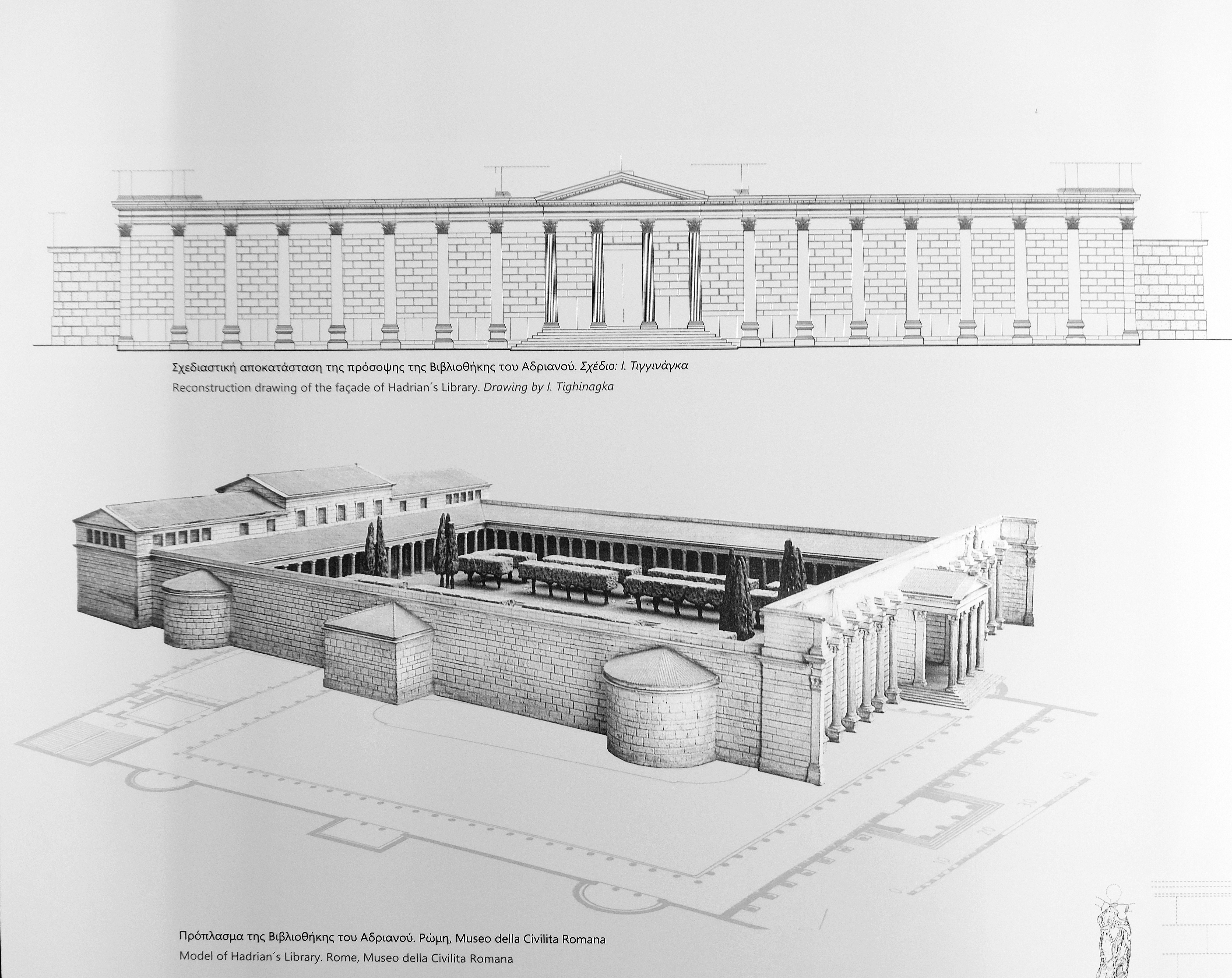
Ricostruzione della biblioteca di Adriano

Oggi si conserva visibile in particolare un tratto della facciata occidentale, con le sette colonne che decoravano la metà destra della parete, rialzate su piedistalli e con trabeazione sporgente. I fusti delle colonne sono in marmo cipollino e gli altri elementi dell'ordine e i blocchi della parete in marmo pentelico. Resta visibile anche una parte dell'ingresso centrale, ad avancorpo sporgente originariamente a quattro colonne, sopraelevate su sette gradini, con fusti scanalati in marmo pavonazzetto.